# 中国曲棍球协会
中国曲棍球协会是中华人民共和国曲棍球运动者和爱好者等组成的全国性体育组织，由中华全国体育总会领导，成立于1981年，会址位于北京市。